# The Royal Jokers
The Royal Jokers was een Amerikaanse r&b zanggroep uit Detroit.

## Bezetting
- Noah Howell[2]
- Norman Thrasher[3]
- Isaak 'Ike' Reese
- Thearon 'T-Man' Hill
- Ted Green
- Willie Jones[4]
- Raymond Dorsey

## Geschiedenis
Eind 1940 ontstond in Detroit de doowopgroep The Serenaders, die in 1952 een platencontract kregen, zonder echter grote verkoopsuccessen te boeken. Groepsleden ten tijde van de opnamen waren Howell, Thrasher, Reese en Hill. De groep veranderde meermaals van naam en maakte ook onder verschillende namen opnamen. 
In 1954, inmiddels als The Royals, kwam Willie Jones bij de groep. Ike Reese werd vervangen Ted Green. Al Green, manager van Hank Ballard and the Midnighters, belastte zich met het management en de naam werd gewijzigd in The Royal Jokers. Ze kregen een contract bij Atlantic Records, voor wiens label Atco Records ze opnamen maakten.
Hun eerste single You Tickle Me Baby was eind 1955 een hit in Detroit, die zich zelfs plaatste in de pophitlijst. In 1956 volgden nog twee verdere singles, die het voorgaande succes echter niet konden evenaren. In totaal namen The Royal Jokers 12 nummers op voor Atco Records. De mastertapes werden echter tijdens de jaren 1970 bij een brand verwoest en de niet uitgebrachte nummers zijn voor altijd verloren. 
In 1957 overleed hun manager Al Green en The Royal Jokers kenden diverse mutaties. Ook Willie Jones ging voor een solocarrière. Als nieuw geformeerd kwartet brachten The Royal Jokers in 1959 de single Grabitis uit, die echter, net als de navolgende singles, allen slechts plaatselijk succes hadden.
In 1963 kwam Willie Jones terug bij de groep en ze namen hun eerste hit You Tickle Me Baby opnieuw op. In 1966 was Love Game (From A to Z) een hit in Detroit, maar kreeg echter weinig aandacht. Wederom verliet Jones de groep. Er zouden geen verdere opnamen van de groep volgen.
The Royal Jokers traden echter verder op in de agglomeratie van Detroit, nu en dan ook in andere omgevingen. Verdere mutaties volgden, doch de groep bleef tot 1990 bestaan. In dit jaar overleed ook Noah Howell. In 1996 traden Hill, Jones en Raymond Dorsey (sinds 1959 bij de band) nog een keer samen op. In 2009 verscheen bij Cat King Kole de compilatie The Royal Jokers Featuring Willie Jones: Complete Work.

## Discografie
Voor 1955 werden meerdere singles van de groep onder de naam The Serenaders, The Musketeers resp. Muskateers en The Royals uitgebracht. De daaropvolgend opgetelde singles verschenen allen onder de naam The Royal Jokers.
- 1955: You Tickle Me Baby / Stay Here (Atco Records)
- 1956: Don’t Leave Me Fanny / Rocks In My Pillow (Atco Records)
- 1956: She’s Mine All Mine / Ride On Little Girl (Atco Records)
- 1957: September In The Rain / Spring (Hi-Q Records)
- 1958: Sweet Little Angel / I Don’t Like You That Much (Fortune Records)
- 1960: Grabitis / Sam’s Back (Metro Records)
- 1960: Lovey Dovey / Nickel, 3 Dimes, and 5 Quarters (Keldon Records)
- 1960: Hard Times / Red Hot (Bigtop Records)
- 1963: You Tickle Me Baby / You Come Along (Fortune Records)
- 1966: Love Game (From A To Z) / From A To Z (Love Game) (WinGate Records)